# Carême (Italie)
Pour le vin, voir Carema (DOC).
Pour les articles homonymes, voir Carême (homonymie).
Carême (en italien, Carema) est une commune de la ville métropolitaine de Turin dans le Piémont en Italie.

## Toponymie
Le toponyme de Carême dérive du nom latin donné par les Romains à la plupart des villages fondés le long de la route des Gaules : ad quadragesima ad Augusta lapidem, soit à quarante milles d'Augusta Prætoria Salassorum (Aoste).

## Géographie
Le territoire de Carême se situe à l'embouchure de la vallée de la Doire baltée et de la plaine de Donnas, à la limite entre le Piémont et la Vallée d'Aoste (commune de Pont-Saint-Martin).

### Référendum d'annexion à laVallée d'Aoste
En 2007, un référendum est organisé pour proposer l'annexion de Carême à la région autonome Vallée d'Aoste. Malgré le résultat nettement en faveur, les Conseils régionaux piémontais et valdôtain ne parviennent pas à un accord.

## Économie
- Vignoble de Carême

## Administration
| Période                                  | Période  | Identité            | Étiquette    | Qualité |
| ---------------------------------------- | -------- | ------------------- | ------------ | ------- |
| 14 juin 2004                             | En cours | Giovanni Aldighieri | lista civica |         |
| Les données manquantes sont à compléter. |          |                     |              |         |

### Communes limitrophes
Perloz, Lillianes, Donnas, Pont-Saint-Martin, Settimo Vittone, Quincinetto